# Малинова долина (жилищен комплекс)
Жилищен комплекс „Малинова долина“ е квартал на град София, България, разположен в район „Студентски“, на 6,8 километра южно от центъра на града.
Разположен е северно от Околовръстния път, източно от булевард „Симеоновско шосе“ и южно от улиците „Професор доктор Иван Странски“, „Професор Кирил Попов“ и „Професор Крикор Азарян“. Граничи с кварталите „Студентски град“ на север, „Малинова долина“ на изток и на юг и „Витоша“ на запад.

## Улици и произход на имената им
| Път                       | Наречен на                                          | Местоположение |
| ------------------------- | --------------------------------------------------- | -------------- |
| „Акад. Борис Стефанов“    | Борис Стефанов (1894 – 1979), ботаник               | Карта          |
| „Борислав Йорданов“       | Борислав Йорданов (1908 – 1990), скиор              | Карта          |
| „Георги Русев“            | Георги Русев (1928 – 2011), актьор                  | Карта          |
| „Даниел Бланшу“           | Даниел Бланшу (1869 – 1945), швейцарски общественик | Карта          |
| „Едуард Генов“            | Едуард Генов (1946 – 2009), общественик             | Карта          |
| „Еньо Вълчев“             | Еньо Вълчев (1936 – 2014), борец                    | Карта          |
| „Йордан Стратиев“         | Йордан Стратиев (1898 – 1974), писател              | Карта          |
| „Мирела Френи“            | Мирела Френи (1935 – 2020), италианска певица       | Карта          |
| „Никола Станчев“          | Никола Станчев (1930 – 2009), борец                 | Карта          |
| „Петър Иванов-Вертер“     | Петър Иванов (1903 – 1968), футболист               | Карта          |
| „Проф. Живко Сталев“      | Живко Сталев (1912 – 2008), юрист                   | Карта          |
| „Проф. Иван Стайков“      | Иван Стайков (1931 – 2020), композитор              | Карта          |
| „Проф. Кирил Попов“       | Кирил Попов (1880 – 1966), математик                | Карта          |
| „Проф. Крикор Азарян“     | Крикор Азарян (1934 – 2009), режисьор               | Карта          |
| „Проф. д-р Боян Боянов“   | Боян Боянов (1914 – 1996), стоматолог               | Карта          |
| „Проф. д-р Иван Странски“ | Иван Странски (1897 – 1979), физикохимик            | Карта          |
| „Симеоновско шосе“        | Симеоново, квартал на София                         | Карта          |
| „Тодор Йончев“            | Тодор Йончев (1859 – 1940), общественик             | Карта          |